# Separación de Basilea

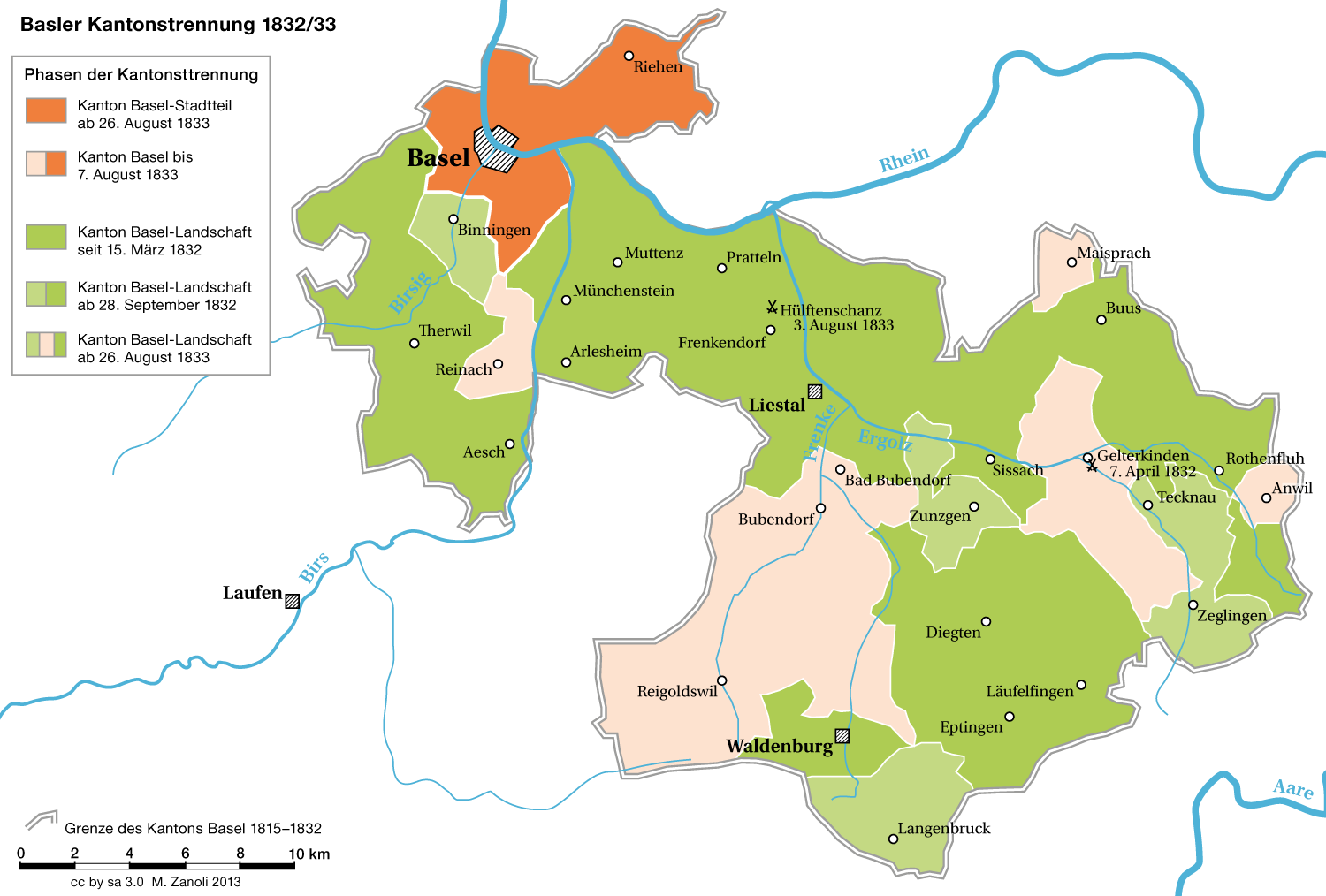
Mapa de la división de los cantones de Basilea en 1832/33

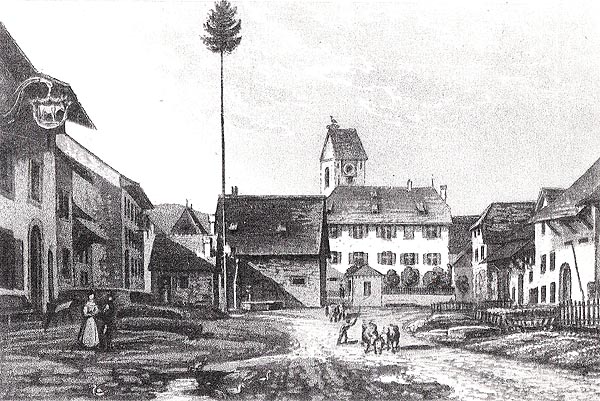
Freiheitsbaum -Árbol de la libertad- en Pratteln, 1833

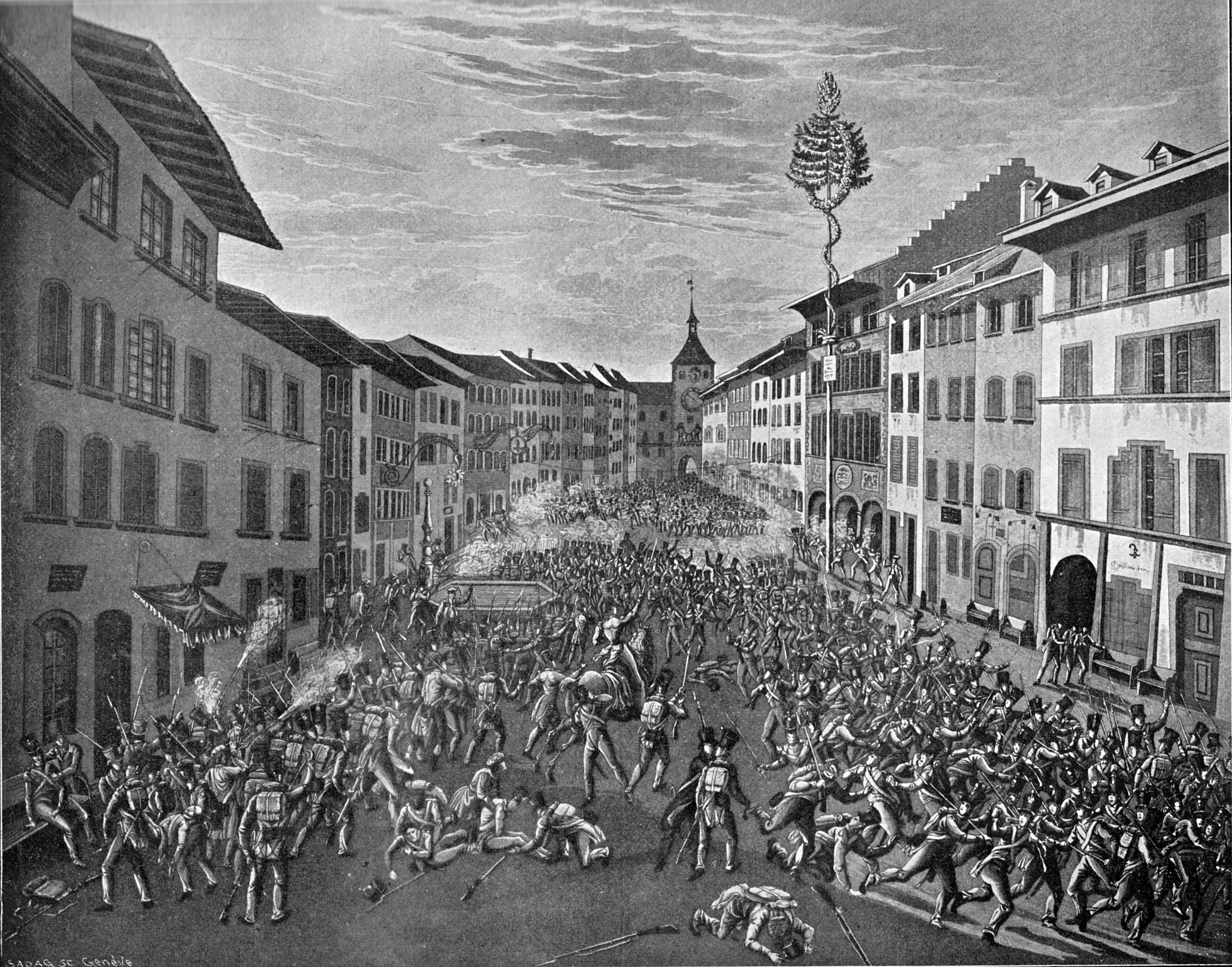
Peleas callejeras en Liestal entre tropas de la ciudad de Basilea y asociaciones de las campiñas.

La separación de Basilea en 1832 y 1833 condujo a una violenta división del cantón de Basilea en dos cantones; el cantón de Basilea-Ciudad y el cantón de Basilea-Campiña los cuales existen aún en la actualidad.

## Antecedentes
Hasta finales del siglo XVIII, el cantón de Basilea se componía por dos zonas; la ciudad y la campiña, las cuales habían sido adquiridas por partes desde el año 1400 y representaban áreas de asignación territorial. Los residentes de Basilea disfrutaban de numerosos privilegios, en particular en que solo ellos podían ser admitidos ante las autoridades cantonales. Además, la servidumbre siguió existiendo hasta 1790, a pesar de la amplia autonomía municipal. La Revolución Helvética de 1798 trajo consigo un cambio fundamental en el sistema estatal basado en el modelo francés. Al campo se le dio el mismo estatus legal que a la ciudad. Con la mediación de 1803 y la restauración de 1814-1815 la igualdad se revirtió en numerosos ámbitos. La ciudad recibió el 60 por ciento de todos los escaños del parlamento con tan sólo el 40 por ciento del total de todos los residentes.
El fortalecimiento de la corriente del liberalismo a comienzos de 1830, condujo a un periodo de agitación política en la región, conocido como la Regeneración liberal de Suiza. Numerosos cantones recibieron constituciones que garantizaban a sus ciudadanos la democracia, la igualdad jurídica y la igualdad económica. Esto sucedió a menudo bajo amenazas y con violencia, pero con la excepción de Basilea, sin derramamiento de sangre.

## Separación

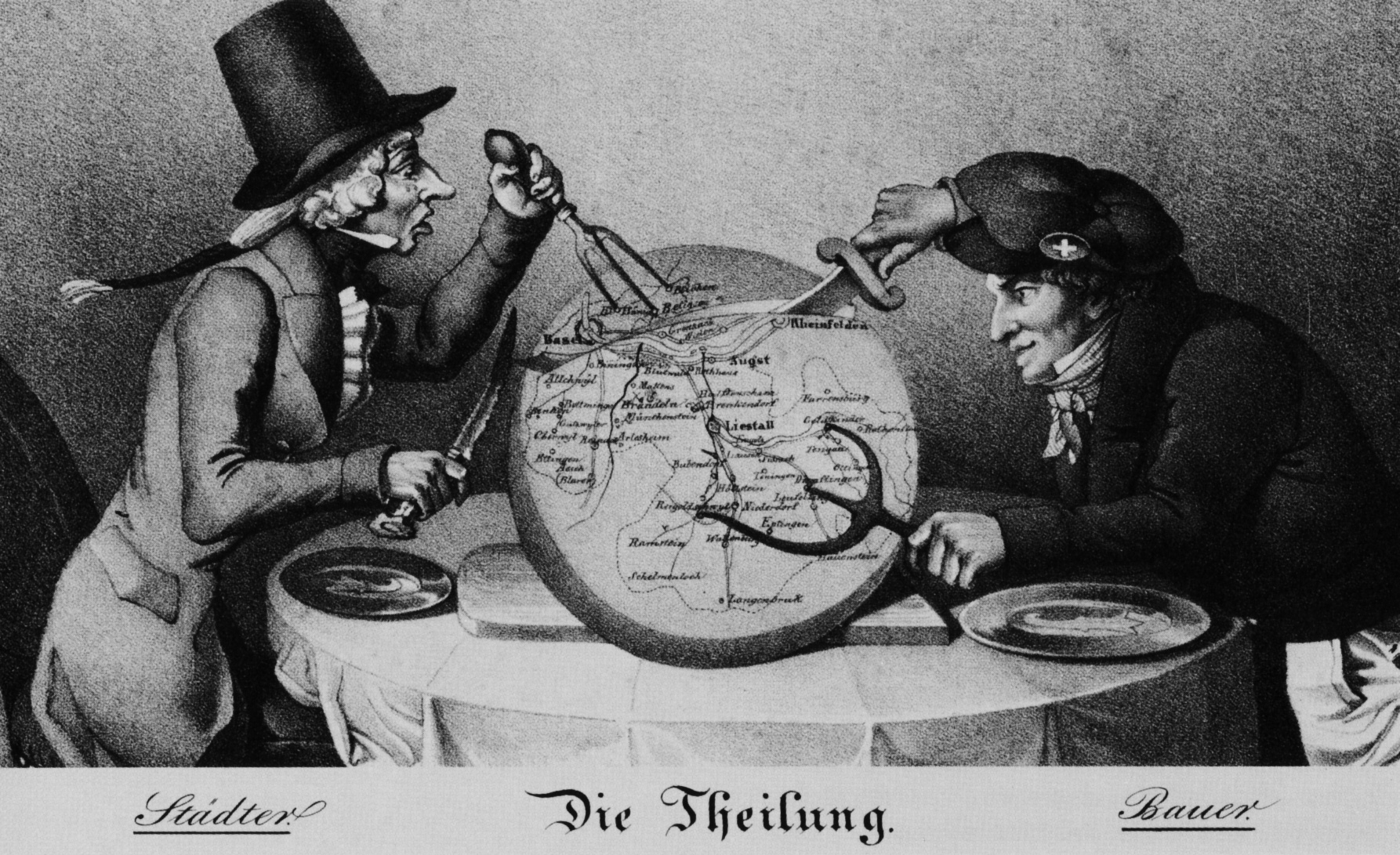
Caricatura de la partición de 1833 del cantón suizo de Basilea, por Ludwig Adam Kelterborn, 1833.
El burgués aristocrático-conservador (izquierda) de Basilea-Ciudad saca una tajada más pequeña que el campesino liberal (derecha) de Basilea-Campiña.Esta caricatura sigue el modelo de una conocida caricatura de 1805 de James Gillray, "El budín de ciruelas en peligro" (The Plum Pudding in Danger).

Una asamblea política en Bad Bubendorf el 18 de octubre de 1830 formuló una petición que exigía la igualdad completa entre la Basel-ciudad y Basilea-campiña y se refería a las codificaciones de 1798. Aunque la nueva constitución de Basilea aprobada por el pueblo en 1831 incluía numerosas demandas de la región, las estructuras informales de poder permanecieron intactas.
La situación política se vio agravada por la agitación y el enjuiciamiento de los líderes políticos del país. La formación de un gobierno provisional para el Basilea-campiña en enero de 1831 provocó la intervención militar de la ciudad. Cuando algunas comunidades se negaron a participar en el plebiscito organizado por Basilea-ciudad en noviembre de 1831 sobre la cohesión del cantón, se les retiró la administración cantonal.
Los expulsados y otras comunidades fundaron el cantón de Basilea-Campiña el 17 de marzo y el 4 de mayo de 1832 respectivamente. El consejo ejecutivo, políticamente mayoritariamente del lado liberal, reconoció el cantón dividido.
El 14 de septiembre pronunció la separación parcial sujeta a reunificación. Doce comunidades indecisas debían decidir en referéndum a quiénes querían unirse; a Basilea-ciudad o si a Basilea-campiña.
El consejo ejecutivo también retiró a las tropas suizas que, desde 1831, debían evitar enfrentamientos militares directos.
Una expedición de socorro terminó el 3 de agosto de 1833 cerca de Frenkendorf (Batalla de Hülftenschanz) con la decisiva derrota de Basel-ciudad. El 26 de agosto de 1833, la Dieta Federal decretó la separación total del cantón de Basilea.
Las comunidades rurales de Bettingen, Kleinhüningen y Riehen en la orilla derecha del Rin permanecieron en la zona de Basilea-ciudad.
El cantón de Basilea-Ciudad (en un principio llamado "Basilea-Distrito") adoptó su propia constitución el 3 de octubre de 1833.
La separación de los bienes cantonales (incluida la tesorería de la catedral de Basilea) se llevó a cabo según la proporción de población, por lo que la ciudad se sentía regularmente en desventaja en las disputas contra la campiña.

## Evaluación e impacto
La separación de los cantones es notable dentro del contexto de la regeneración, dado que la ciudad poseía una clase dominante relativamente liberal. La confrontación se agudizó por el hecho de que el sector de Basilea-ciudad ya veía al cantón en gran parte regenerado y observaba las acciones de Basilea-campiña como actos injustificados. Sin embargo, la separación también contó con partidarios en Basilea-ciudad, quienes vieron la posibilidad de preservar un "carácter urbano" ante el crecimiento de la población rural. Por otro lado, a diferencia de Berna o de Zúrich, casi no había liderazgo rural moderno con antecedentes protoindustriales que estuviera luchando por ascender a un liderazgo urbano y que por lo tanto, podría haber tenido un efecto de reducción de la escala ya establecida. Además, los habitantes del distrito de Birseck, que se convirtió en parte del cantón recién en 1815, no tenían vínculos tradicionales con el cantón. Por consecuencia, muchos líderes procedían de Basel-campiña, destacando a Stephan Gutzwiller, quien fue un personaje clave en la conducción a la introducción de la democracia directa en el cantón de Basilea-Campiña y a la división de los cantones en 1833.
La división de los cantones ocurrió en 1833, sujeta a reunificación voluntaria. Transcurriendo el siglo XIX mientras Basilea-ciudad desarrollaba una tendencia aislacionista, bajo la impresión de un papel de víctima política, Basilea-campiña construía sus propias estructuras estatales.
Con la fundación del estado federal suizo en 1848 se abrió la oportunidad de traspasar las nuevas fronteras y barreras aduaneras en el marco de la legislación federal.
En marzo de 1861, el Gran Consejo de Basilea decidió plantearse la reunificación con el campo. Cinco días después, en una reunión extraordinaria, el administrador de Basilea-campiña aprobó por unanimidad la llamada decisión de nunca, a saber, "que el cantón de Basilea-Campiña nunca ofrecería una mano para la reunificación con Basilea-Ciudad".
Esta decisión fue ratificada en referéndum el 29 de mayo de 1861, pero fue revocada en marzo de 1864 por un nuevo referéndum.

Cartel de Otto Plattner para el voto de reunificación, 1936

No se tomaron medidas concretas hacia la reunificación hasta el siglo XX.
En 1938, por iniciativa del área de Basilea-campiña, hubo votos favorables en ambos cantones, pero los artículos de reunificación se suspendieron durante la Segunda Guerra Mundial. Luego, el parlamento federal lo rechazó en 1948 por considerarlo un cambio demasiado importante en la estructura cantonal federal.Un nuevo intento por la unificación fracasó en 1969 en el referéndum cantonal, cuando la población de Basilea-Campiña rechazó la constitución cantonal prevista. En cambio, la cooperación basada en la libertad de asociación fue instalada por ley.
La separación forzada del cantón de Basilea todavía está siendo discutida de manera controvertida por el lado de la ciudad de Basilea y el área de Basilea.
En las constituciones cantonales vigentes de 1984 (Basilea-campiña) y 2005 (Basilea-ciudad), se han suprimido los artículos anteriores que formulaban la reunificación como objetivo político.
Si bien el cantón urbano no sería reacio a unirse con el cantón rural, ha aumentado la resistencia a la unificación por parte de Basel-campiña, dado que los organismos centrales de Basilea-ciudad y su cofinanciación por parte de Basilea-campiña están en el centro de la disputa.
Sin embargo y en paralelo, la cuestión de una fusión territorial está siendo reemplazada por la discusión sobre organismos regionales con fines especiales. Por ejemplo, la Universidad de Ciencias Aplicadas del Noroeste de Suiza (FHNW) y la asociación de algunos grandes cantones de la región cercana. En este caso, la formación del "Cantón del Noroeste de Suiza" compuesto por Basilea-Ciudad, Basilea-Campiña, Argovia y Soleura, como una reorganización político-territorial fundamental superpuesta sobre la organización federal actual.
A fines de julio de 2012, se llamó a votación por iniciativa popular en cada uno de los dos cantones, que contempló la reunificación.
Sin embargo, la iniciciativa no prosperó, con una ligera diferencia en la aprobación en el cantón de Basilea-Ciudad (54,9 % votando Sí a la reunificación), mientras que Basilea-Landschaft lo rechazó (68,3 % votando No a la reunificación).

## Literatura
- Jan Arni: Riehen en la confusión de la separación entre ciudad y campo. En: Stefan Hess (ed.): Basilea y Riehen. Una historia compartida. Basilea: Christoph Merian Verlag 2021. págs. 89-106.
- Martin Leuenberger : 1830 a 1833: El nuevo cantón. En: Cerca, lejos. Historia del cantón de Basilea-Campiña. Volumen 5: Pobreza y Riqueza. 19 y 20 Siglo. Liestal 2001, págs. 171–183.
- Claudia Opitz : De la Ilustración a la Separación de Cantones. En: Georg Kreis, Beat von Wartburg (ed. ): Basilea. Historia de una sociedad urbana. Basilea 2000, págs. 150–185.
- Rudolf Hauser-Oser: Los 3. Agosto de 1833 (notas de un testigo presencial). En: Anuario de Basilea 1884, pág. 145-169.
- Daniel Hagmann : El sabor de la sangre. Violencia, política y memoria en el cantón de Basilea-Campiña. En: Baselbieter Heimatblatt, marzo de 2001.
- Rudolf Linder: Desde la época de la ‹turbulencia de los años treinta›. Cartas de Daniel Burckhardt. Pastor de Sissach. Enero/febrero de 1833. En: Basel Stadtbuch 1967, págs. 100-116.
- Felix Stähelin: Experiencias y confesiones de la época de los años treinta [Hermanos Stähelin]. En: Basel Yearbook 1941, pp. 103-178.
- Eduard Liechtenhan-Haffter : De cartas del último Consejero Federal Druey alrededor de los años treinta. En: Anuario de Basilea 1940, p. 78-101.
- Gustav Steiner : Informe de un Therwiler sobre el 3. agosto de 1833 [J. Gutzwiller-Schaub]. En: Anuario de Basilea 1938, pp. 141-155.
- Wilhelm Kradolfer: Cartas de los años treinta [M. Rol de busero]. En: Basel Yearbook 1932, pp. 129-163.
- Fritz Vischer: Experiencias de Remigius Merian en la Casa Roja el 3. agosto de 1833. En: Basel Yearbook 1905, pp. 159-174.

## Enlaces web
- Matthias Manz. «Basel (Kanton), Kapitel «Regeneration und Kantonstrennung»». Diccionario histórico de Suiza (en alemán, francés o italiano).
- Trennungsbeschluss der Tagsatzung vom 26. August 1833
- Detaillierte Beschreibung des Gefechts bei der Hülftenschanz von 1833 auf altbasel.ch
- Bestrebungen zur Wiedervereinigung beider Basel 1933–1969 auf altbasel.ch